# CONCACAF Caribbean Shield 2023
La CONCACAF Caribbean Shield 2023 è la sesta edizione della CONCACAF Caribbean Shield, la prima con il nuovo formato, la competizione subcontinentale di seconda fascia per le squadre di club caraibiche, le cui federazioni sono affiliate alla Caribbean Football Union, una sotto-federazione della CONCACAF. La competizione è iniziata il 3 agosto e terminerà con la finale il 13 agosto.
La squadra campione in carica è il Bayamón, vincitore dell'edizione 2022, ma non parteciperà alla competizione in quanto non ha ottenuto la qualificazione.
Le due finaliste, qualora dovessero soddisfare i criteri di licenza stabiliti dalla CONCACAF, si qualificano per la CONCACAF Caribbean Cup 2023.

## Formula
Le 16 squadre qualificate sono divise in 4 gironi, ognuno da 4 squadre, che giocano sola andata, per un totale di 3 giornate. Al termine di esse, le vincenti dei gironi si qualificano per la fase ad eliminazione diretta, che con semifinali e finale decretano il vincitore.

## Squadre partecipanti
Delle 31 federazioni membri della Caribbean Football Union, 16 hanno ottenuto la possibilità di iscrivere una squadra alla competizione.
| Nazione             | Club                   | Qualificazione                                     |
| ------------------- | ---------------------- | -------------------------------------------------- |
| Aruba               | Dakota                 | Campione della Division di Honor 2021-2022         |
| Isole Cayman        | Scholars International | Campione della Premier League 2022                 |
| Curaçao             | Jong Holland           | Campione della Curaçao League 2022                 |
| Dominica            | South East United      | Campione della Premiere League 2022                |
| Rep. Dominicana     | Universidad O&M        | 2° nella classifica aggregata della LDF 2022       |
| Guyana francese     | AS Étoile Matoury      | 1° nel Championnat National 2020-2021              |
| Guadalupa           | Solidarité             | Campione della Division d'Honneur 2021-2022        |
| Giamaica            | Waterhouse             | 4° nella National Premier League 2022              |
| Martinica           | Golden Lion            | Campione della Division d'Honneur 2021-2022        |
| Porto Rico          | Metropolitan FA        | Campione di Apertura della Liga Nacional 2022-2023 |
| Saint Kitts e Nevis | St. Paul's Utd         | Campione della Premier League 2021-2022            |
| Saint Lucia         | B1 FC                  | Campione della División de Oro 2022                |
| Saint-Martin        | Junior Stars FC        | Campione del Saint-Martin Championships 2021-2022  |
| Suriname            | Robinhood              | Campione della Hoofdklasse 2022                    |
| Trinidad e Tobago   | Club Sando             | 3° nella TT Pro League 2023                        |
| Turks e Caicos      | SWA Sharks             | Campione della Provo Premier League 2021-2022      |

## Fase a gironi

### Girone A
| Pos. | Squadra         | P.ti | G | V | P | S | GF | GS | DG |
| ---- | --------------- | ---- | - | - | - | - | -- | -- | -- |
| 1.   | Metropolitan FA | 9    | 3 | 3 | 0 | 0 | 7  | 0  | +7 |
| 2.   | Jong Holland    | 6    | 3 | 2 | 0 | 1 | 4  | 4  | 0  |
| 3.   | St. Paul's Utd  | 1    | 3 | 0 | 1 | 2 | 2  | 5  | -3 |
| 4.   | Junior Stars FC | 1    | 3 | 0 | 1 | 2 | 2  | 6  | -4 |

### Girone B
| Pos. | Squadra                | P.ti | G | V | P | S | GF | GS | DG  |
| ---- | ---------------------- | ---- | - | - | - | - | -- | -- | --- |
| 1.   | Golden Lion            | 6    | 2 | 2 | 0 | 0 | 15 | 1  | +14 |
| 2.   | Scholars International | 3    | 2 | 1 | 0 | 1 | 2  | 4  | -2  |
| 3.   | South East United      | 0    | 2 | 0 | 0 | 2 | 1  | 13 | -12 |
| 4.   | Waterhouse             | 0    | 0 | 0 | 0 | 0 | 0  | 0  | 0   |

### Girone C
| Pos. | Squadra           | P.ti | G | V | P | S | GF | GS | DG  |
| ---- | ----------------- | ---- | - | - | - | - | -- | -- | --- |
| 1.   | Robinhood         | 9    | 3 | 3 | 0 | 0 | 11 | 3  | +8  |
| 2.   | AS Étoile Matoury | 6    | 3 | 2 | 0 | 1 | 8  | 5  | +3  |
| 3.   | Universidad O&M   | 3    | 3 | 1 | 0 | 2 | 10 | 6  | +4  |
| 4.   | B1 FC             | 0    | 3 | 0 | 0 | 3 | 2  | 17 | -15 |

### Girone D
| Pos. | Squadra    | P.ti | G | V | P | S | GF | GS | DG  |
| ---- | ---------- | ---- | - | - | - | - | -- | -- | --- |
| 1.   | Club Sando | 9    | 3 | 3 | 0 | 0 | 16 | 0  | +16 |
| 2.   | Dakota     | 6    | 3 | 2 | 0 | 1 | 3  | 3  | 0   |
| 3.   | Solidarité | 1    | 3 | 0 | 1 | 2 | 1  | 6  | -5  |
| 4.   | SWA Sharks | 1    | 3 | 0 | 1 | 2 | 1  | 12 | -11 |

## Eliminazione diretta

### Tabellone
|  | Semifinali      | Semifinali      | Semifinali  |             |           | Finale    | Finale | Finale |  |
|  |                 |                 |             |             |           |           |        |        |  |
|  | Robinhood       | Robinhood       | 5           |             |           |           |        |        |  |
|  | Robinhood       | Robinhood       | 5           |             |           |           |        |        |  |
|  | Metropolitan FA | Metropolitan FA | 0           |             |           |           |        |        |  |
|  | Metropolitan FA | Metropolitan FA | 0           |             | Robinhood | Robinhood | 5      |        |  |
|  |                 |                 |             |             | Robinhood | Robinhood | 5      |        |  |
|  |                 |                 | Golden Lion | Golden Lion | 1         |           |        |        |  |
|  | Club Sando      | Club Sando      | Golden Lion | Golden Lion | 1         | 1         |        |        |  |
|  | Club Sando      | Club Sando      |             |             |           |           |        |        |  |
|  | Golden Lion     | Golden Lion     | 2           |             |           |           |        |        |  |

### Semifinali
| Basseterre 11 agosto 2023, ore 16:00 UTC-4 Semifinale                               | Robinhood | 5 – 0 referto | Metropolitan FA | SKNFA Technical Centre |
| \| \| \| \| \| Cairo 41’, 72’, 75’ Andro 45’ Da Silva 69’ (rig.) \| Marcatori \| \| |           |               |                 |                        |
|                                                                                     |           |               |                 |                        |
| Cairo 41’, 72’, 75’ Andro 45’ Da Silva 69’ (rig.)                                   | Marcatori |               |                 |                        |

| Basseterre 11 agosto 2023, ore 19:00 UTC-4 Semifinale                  | Club Sando | 1 – 2 referto              | Golden Lion | SKNFA Technical Centre |
| \| \| \| \| \| Jones 45’ \| Marcatori \| 12’ Bellance 24’ Parsemain \| |            |                            |             |                        |
|                                                                        |            |                            |             |                        |
| Jones 45’                                                              | Marcatori  | 12’ Bellance 24’ Parsemain |             |                        |

### Finale
| Basseterre 13 agosto 2023, ore 16:00 UTC-4 Finale                                                    | Robinhood | 5 – 1        | Golden Lion | Warner Park Football Stadium |
| \| \| \| \| \| Andro 26’ Cairo 37’, 39’ Rigters 72’ Adipi 77’ (rig.) \| Marcatori \| 68’ Lamasine \| |           |              |             |                              |
| |           |              |             |                              |
| Andro 26’ Cairo 37’, 39’ Rigters 72’ Adipi 77’ (rig.)                                                | Marcatori | 68’ Lamasine |             |                              |

## Marcatori
| Pos. | Giocatore        | Squadra         | Reti |
| ---- | ---------------- | --------------- | ---- |
| 1    | Shaquille Cairo  | Robinhood       | 9    |
| 2    | Nicholas Dillon  | Club Sando      | 7    |
| 3    | Daniel Jamesely  | Universidad O&M | 6    |
| 3    | Alvyn Lamasine   | Golden Lion     | 6    |
| 5    | Kenterly Faucher | Golden Lion     | 4    |
| 5    | Ezekiel Kesar    | Club Sando      | 4    |